# 上代雷韋奇卡
48°11′33″N 39°43′7″E / 48.19250°N 39.71861°E
上代雷韋奇卡（烏克蘭語：Верхньодеревечка）是位於烏克蘭東部的村莊，由盧甘斯克州多夫然斯克區的索羅基內市鎮負責管轄。該村始建於1917年，面積1.15平方公里，海拔高度155米，2001年人口49，人口密度每平方公里42.7人。